# Leonard Bacon
Leonard Bacon (Detroit, 19 de fevereiro de 1802 – New Haven, 24 de dezembro de 1881) foi um pregador congregacionalista e escritor americano.

## Biografia
Leonard Bacon nasceu em Detroit, Michigan. Era filho de David Bacon (1771–1817), um missionário entre os índios em Michigan e fundador da cidade de Tallmadge, Ohio.
Leonard estudou na escola secundária em Hartford, Connecticut; graduou-se na Universidade Yale em 1820 e em Teologia no Seminário Teológico Andover, Newton, Massachusetts em 1823. De 1825 até sua morte foi pastor da Primeira Igreja (Congregacional) em New Haven, Connecticut, ocupando um púlpito que foi um dos mais notórios da Nova Inglaterra, e que já tinha sido ocupado por antecessores famosos como, Moses Stuart e Nathaniel William Taylor. Porém, em 1866, embora ele nunca tenha sido demitido por um conselho de sua ligação com aquela igreja, Bacon abandonou as atividades pastorais. Ainda assim, em 1868, foi presidente da União Congregacional americana.
Foi, de 1826 a 1838, editor do periódico Christian Spectator (New Haven). Em 1843 foi um dos fundadores do New Englander (mais tarde, The Yale Review), e em 1848 juntamente com Richard Salter Storrs, Joshua Leavitt, Joseph Parrish Thompson, e Henry C. Bowen, fundou The Independent, uma revista idealizada principalmente para combater o aumento da escravidão, da qual foi editor até 1863. De 1866 até sua morte Bacon lecionou na Universidade Yale: inicialmente, até 1871, como professor de teologia didática no departamento de Teologia; e a partir de 1871 como professor de política da igreja e história da igreja americana.
Bacon foi sepultado no Grove Street Cemetery, bem como sua irmã Delia Bacon. Quatro de seus seis filhos se tornaram pastores congregacionais: Edward Woolsey Bacon (em New London, Connecticut), Leonard Woolsey Bacon, George B. Bacon (em Orange, Nova Jérsei), e Thomas Rutherford Bacon (em New Haven, Connecticut).

## Convicções e influência
Aos poucos, depois de assumir seu pastorado, Bacon foi cada vez mais ganhando influência dentro de sua denominação religiosa, até que chegou a ser considerado, o mais proeminente congregacionalista de seu tempo, e às vezes era popularmente conhecido como "O Papa Congregacional da Nova Inglaterra." Em todas as acaloradas polêmicas teológicas do dia, especialmente aquelas longas e acirradas concernentes às opiniões apresentadas por Horace Bushnell, ele era notável, usando sua influência para trazer harmonia e nos conselhos das igrejas congregacionais, mais de dois nos quais, os do Brooklyn de 1874 e de 1876, quando presidiu como moderador, manifestou grande habilidade tanto como debatedor, quanto como parlamentar.
Em suas próprias visões teológicas ele era tolerante e defensor da ortodoxia liberal. Por todas as questões relativas ao bem-estar de sua comunidade ou da nação, Bacon teve um interesse profundo e constante, e esteve particularmente identificado com a temperança e os movimentos antiescravagistas, sendo seus serviços a estes últimos, provavelmente o trabalho mais importante de sua vida. Nesta, como na maioria de outras discussões, ele tomou um curso moderado, condenando os apologistas e os defensores da escravatura de um lado, e os extremistas garrisonistas de outro. Seu Slavery Discussed in Occasional Essays from 1833 to 1846 (1846) exerceu considerável influência sobre Abraham Lincoln, e neste livro aparece a frase, que, como reformulada por Lincoln, foi amplamente citada: "Se essa forma de governo, a do sistema de ordem social não estiver errado — se aquelas leis dos estados sulistas, em razão das quais a escravidão lá existe, e é o que é, não estiverem erradas — nada está errado."
Bacon foi desde muito cedo atraído pelo estudo da história eclesiástica da Nova Inglaterra e era frequentemente chamado para proferir discursos em datas comemorativas, alguns dos quais foram publicados em forma de livro e panfleto. Destes, Thirteen Historical Discourses (1839), tratando da história de New Haven, e seu Four Commemorative Discourses (1866) podem ser especialmente mencionados. A mais importante de suas obras históricas, no entanto, é Genesis of the New England Churches (1874). Publicou A Manual for Young Church Members (1833); editou, com uma biografia, o Select Practical Writings of Richard Baxter (1831); e foi autor de uma série de hinos.
Sua congregação publicou um volume comemorativo em sua homenagem, Leonard Bacon, Pastor of the First Church in New Haven (New Haven, 1882), e sua biografia é também encontrada em Ten New England Leaders (Nova York, 1901), de Williston Walker.